# Alcoolemie
Alcoolemie se numește cantitatea de alcool aflată, temporar, în fluxul sanguin al unei persoane.
Alcoolemia se mai numește și "concentrația de alcool în sânge", "nivelul de alcool în sânge", "îmbibație alcoolică", sau "grad de intoxicație alcoolică". Alcoolemia se poate măsura în aerul expirat, prin probe de sânge sau de urină (caz în care se numește alcoolurie).
În cazul unei suprasaturații a sângelui cu alcool, acesta poate fi eliminat nemodificat în proporție de 5-10% prin urină, respirație, mucoasă, salivă, sudoare. S-au înregistrat cazuri în care urina conținea o proporție mai mare de alcool decât sângele.
În sângele circulant, în mod normal, se găsesc 20–40 mg alcool/l sânge (rezultat din biotransformarea avansată a ureei).
Etanolul ingerat se absoarbe cu ușurință din tractul gastrointestinal. După ingestie, alcoolemia atinge nivelul maxim după:
- 20-30 minute dacă stomacul este gol;
- 1 oră - 1 oră și 30 minute, când stomacul conține alimente (proteinele și lipidele întârzie absorbția. Cel mai rapid se absorb băuturile cu o concentrație alcoolică de 10-20‰ și cele carbonatate).

Etanolul este metabolizat hepatic rapid în acetaldehidă. Odată ce s-au atins concentrațiile sanguine maxime, dispariția sa este lineară. Se consideră că un bărbat de 70 kg metabolizează 7-10 g alcool/oră. De exemplu, o persoană aflată în stare de ebrietate, cu o alcoolemie de 1,5 %, are nevoie de aproximativ 10 ore până ce alcoolul este eliminat complet din sânge.
Relația între alcoolemia în sânge "AS" și alcoolemia în respirație "AR" este:
AS (miimi) = 2.1 AR mg/l
În România, Codul Rutier prevede o limită de 0,8 g/l alcool pur în sânge dincolo de care apare răspunderea penală. În trecut, limita a fost coborâtă, de la 1 la mie la 0,8 la mie. Concentrația de 0,80 g/l alcool pur în sânge este echivalentă cu o concentrație de 0,40 mg/l alcool pur în aerul expirat.
În Republica Moldova, limita maximal admisibilă este de 0,3 g/l alcool pur în sânge dincolo de care apare răspunderea contravențională la (de la 0,3 g/l până la 1,0 g/l în sânge) și răspunderea penală (în caz de depășire a concentrației de alcool de 1,0 g/l). Concentrația de 0,30 g/l alcool pur în sânge este echivalentă cu o concentrație de 0,15 mg/l alcool pur în aerul expirat.
Analiza alcoolemiei se face la un serviciu de expertiză acreditat, în cadrul Institutului Medico Legal, la spitalele de urgență și la cele județene.

## Formula de calcul
Formula de calcul a alcoolemiei este următoarea:
C = (A : G) * r
unde
- C = concentrația alcoolului în sânge
- A = cantitatea de alcool ingerată, în grame
- G = greutatea corporală
- r = un factor de difuziune (0,7 la bărbați și 0,6 la femei)

Implicațiile clinice ale alcoolemiei sunt următoarele:
- nivelurile de 50–100 mg/dL (10.8-21.7 mmol/L) pot determina: înroșirea feței, încetinirea reflexelor, tulburări ale acuității vizuale;
- nivelurile >100 mg/dL (>21.7 mmol/L) pot induce depresia SNC;
- nivelurile >300 mg/dL (>64.8 mmol/L) sunt asociate cu instalarea comei;
- nivelurile >400 mg/dL (>86.4 mmol/L) pot cauza decesul.

În funcție de gradul de alcoolemie, se diferențiază următoarele grade de stare de ebrietate:
- ușoară (0,5 - 1,5‰)
- medie (1,5 - 2,5‰)
- avansată/comă alcoolică (peste 2,5‰).

Exemplu calcul: Pentru o bere de 500 mL cu 5% alcoolemie, la o greutate de 80 kg, pentru un barbat, vom avea A = 5%*500 = 25, iar C = (25 / 80) * ,7 = 0,22 in aerul expirat. Pentru bomboanele cu lichior spre exemplu, calculati A = nr bomboane consumate * greutatea lor * alcoolemia de pe cutie. Pentru ciocolata cu alcool A = greutatea tabletei de ciocolata * continutul de alcool scris pe tableta * nr tabletelor consumate.

## Vezi si
- Alcoolmetru
- Concentrație volumică